# Rimini Calcio Football Club 1996-1997
Questa pagina raccoglie i dati riguardanti il Rimini Calcio Football Club nelle competizioni ufficiali della stagione 1996-1997.

## Stagione
In estate la panchina viene assegnata a Carlo Florimbi, che porta con sé alcuni giocatori già avuti in passato alle sue dipendenze.
Il campionato si apre con una sconfitta a tavolino: il Rimini avrebbe conquistato sul campo un punto a Tolentino (1-1) schierando Cosimo De Blasio, ma il terzino sinistro doveva scontare una squalifica maturata l'anno precedente.
La prima vittoria arriva alla 5ª giornata con il 3-1 casalingo ai danni dell'Iperzola ma, complice la partita di Ponsacco rinviata per maltempo la settimana prima, i biancorossi occupano temporaneamente l'ultimo posto.
Il 6 ottobre il Rimini perde ad Arezzo e Florimbi viene esonerato. Lo sostituisce Mario Russo, che da Rimini era già transitato negli anni '70 nelle vesti di giocatore. La scossa sembra invertire la tendenza negativa, poiché nelle successive 4 partite arrivano 3 vittorie che issano i biancorossi al 6º posto. La squadra riminese si riavvicina alla zona play-off, ma alla penultima partita del girone di andata perde in casa contro la diretta concorrente Pisa con un netto 0-3. Poche settimane più tardi arrivano altre due sconfitte pesanti, a Macerata (4-1) e a Trieste (3-1), pur seguite da un paio di vittorie.
Alla 7ª di ritorno si registra un crollo esterno (4-0) nel derby contro il Forlì allenato da Vittorio Spimi, già protagonista di quasi 5 stagioni alla guida del Rimini tra il 1990 e il 1995. Nell'incontro successivo va in scena un altro match molto sentito, questa volta in casa contro i rivali della Vis Pesaro: sono proprio i pesaresi ad andare in vantaggio con Pittaluga (futuro attaccante riminese), poi Mezzini impatta sull'1-1, quindi uno spunto di Damato al 93º minuto consegna i tre punti al Rimini.
Comincia tuttavia una serie negativa di risultati, iniziata con la sconfitta interna contro il fanalino di coda Pontedera. Questa striscia vedrà il Rimini a secco di vittorie per sette partite, con conseguente discesa in zona play-out. La serie si interrompe alla penultima giornata, quando arrivano tre punti fondamentali dall'Arena Garibaldi di Pisa. Per avere la certezza di evitare i play-out era però necessario battere il San Donà tra le mure amiche, pratica chiusa con la rete del difensore Pianu a un quarto d'ora dalla fine.

## Organigramma societario
Area direttiva
- Presidente: Ivan Ventimiglia
- General manager: Vincenzo Bellavista

Area organizzativa
- Team manager: Piergiorgio Ceccherini

Area comunicazione
- Segretario: Lassalle Della Pasqua, Floriano Evangelisti

Area tecnica
- Direttore sportivo: Giuliano Tonielli
- Allenatore: Carlo Florimbi, poi Mario Russo
- Preparatore atletico: Davide Landi
- Preparatore dei portieri: Pietro Martini

Area sanitaria
- Medico sociale: Pasquale Contento
- Massaggiatore: Pietro Rossini

## Rosa
| N. |                   | Ruolo | Calciatore          |
| -- | ----------------- | ----- | ------------------- |
|    | Italia (bandiera) | P     | Alessandro Misefori |
|    | Italia (bandiera) | P     | Antonello Ciprietti |
|    | Italia (bandiera) | D     | Carlo Cornacchia    |
|    | Italia (bandiera) | D     | Cosimo De Blasio    |
|    | Italia (bandiera) | D     | Davide Baronio      |
|    | Italia (bandiera) | D     | Francesco Danza     |
|    | Italia (bandiera) | D     | Giuseppe Leo        |
|    | Italia (bandiera) | D     | William Pianu       |
|    | Italia (bandiera) | C     | Fabrizio Mastini    |
|    | Italia (bandiera) | C     | Gabriele Mazzotti   |
|    | Italia (bandiera) | C     | Gianluca Rosone     |

| N. |                   | Ruolo | Calciatore             |
| -- | ----------------- | ----- | ---------------------- |
|    | Italia (bandiera) | C     | Leonardo Malaguti      |
|    | Italia (bandiera) | C     | Massimiliano D'Urso    |
|    | Italia (bandiera) | C     | Massimiliano Maddaloni |
|    | Italia (bandiera) | C     | Mauro Buratti          |
|    | Italia (bandiera) | C     | Roberto D'Ermilio      |
|    | Italia (bandiera) | C     | Simone Tognon          |
|    | Italia (bandiera) | A     | Filippo Coppola        |
|    | Italia (bandiera) | A     | Ignazio Damato         |
|    | Italia (bandiera) | A     | Massimo Mezzini        |
|    | Italia (bandiera) | A     | Stefano Nicoletti      |

## Risultati

### Campionato

#### Girone di andata
| 1º settembre 1996 1ª giornata | Tolentino | 1 – 1 | Rimini |  |

| 8 settembre 1996 2ª giornata | Rimini | 1 – 2 | Maceratese |  |

| 15 settembre 1996 3ª giornata | Rimini | 1 – 1 | Triestina |  |

| 22 settembre 1996 4ª giornata | Ponsacco | 0 – 0 | Rimini |  |

| 29 settembre 1996 5ª giornata | Rimini | 3 – 1 | Iperzola |  |

| 6 ottobre 1996 6ª giornata | Arezzo | 1 – 0 | Rimini |  |

| 13 ottobre 1996 7ª giornata | Rimini | 1 – 0 | Forlì |  |

| 20 ottobre 1996 8ª giornata | Vis Pesaro | 2 – 1 | Rimini |  |

| 3 novembre 1996 9ª giornata | Pontedera | 1 – 2 | Rimini |  |

| 10 novembre 1996 10ª giornata | Rimini | 1 – 0 | Fano |  |

| 17 novembre 1996 11ª giornata | Giorgione | 1 – 1 | Rimini |  |

| 1º dicembre 1996 12ª giornata | Rimini | 0 – 1 | Ternana |  |

| 8 dicembre 1996 13ª giornata | Massese | 0 – 2 | Rimini |  |

| 15 dicembre 1996 14ª giornata | Rimini | 1 – 1 | Baracca Lugo |  |

| 22 dicembre 1996 15ª giornata | Livorno | 1 – 1 | Rimini |  |

| 29 dicembre 1996 16ª giornata | Rimini | 0 – 3 | Pisa |  |

| 12 gennaio 1997 17ª giornata | San Donà | 0 – 0 | Rimini |  |

#### Girone di ritorno
| 19 gennaio 1997 18ª giornata | Rimini | 1 – 0 | Tolentino |  |

| 26 gennaio 1997 19ª giornata | Maceratese | 4 – 1 | Rimini |  |

| 2 febbraio 1997 20ª giornata | Triestina | 3 – 1 | Rimini |  |

| 9 febbraio 1997 21ª giornata | Rimini | 2 – 0 | Ponsacco |  |

| 16 febbraio 1997 22ª giornata | Iperzola | 0 – 4 | Rimini |  |

| 23 febbraio 1997 23ª giornata | Rimini | 1 – 1 | Arezzo |  |

| 2 marzo 1997 24ª giornata | Forlì | 4 – 0 | Rimini |  |

| 9 marzo 1997 25ª giornata | Rimini | 2 – 1 | Vis Pesaro |  |

| 16 marzo 1997 26ª giornata | Rimini | 0 – 1 | Pontedera |  |

| 29 marzo 1997 27ª giornata | Fano | 3 – 2 | Rimini |  |

| 6 aprile 1997 28ª giornata | Rimini | 0 – 1 | Giorgione |  |

| 13 aprile 1997 29ª giornata | Ternana | 1 – 0 | Rimini |  |

| 20 aprile 1997 30ª giornata | Rimini | 0 – 0 | Massese |  |

| 27 aprile 1997 31ª giornata | Baracca Lugo | 2 – 2 | Rimini |  |

| 4 maggio 1997 32ª giornata | Rimini | 0 – 2 | Livorno |  |

| 11 maggio 1997 33ª giornata | Pisa | 0 – 2 | Rimini |  |

| 18 maggio 1997 34ª giornata | Rimini | 1 – 0 | San Donà |  |